# 아메리카우는토끼
아메리카우는토끼 또는 아메리칸 피카(Ochotona princeps)는 우는토끼과에 속하는 포유류의 일종이다. 주행성 동물이다. 북아메리칸서부 지역 산악지대의 수림 한계선이나 그 이상 지역의 바위로 된 평야에서 흔히 발견된다. 초식동물이며, 토끼나 산토끼등 보다 작다.